# United German Hungarians of Philadelphia and Vicinity
La United German Hungarians of Philadelphia and Vicinity, meglio conosciuta come United German Hungarians, è una associazione culturale statunitense di Filadelfia, Pennsylvania, che ha nella sua sezione calcistica la più nota ed importante espressione.

## Storia
Il club nacque nel 1910 per rappresentare la comunità sveva del Banato residenti nell'area di Filadelfia e dintorni, nello stato di Pennsylvania.
La sezione calcistica del club fu istituita nel 1922. La squadra, che milita nei campionati minori dell'East Coast, è riuscita in due occasioni a raggiungere la finale della National Challenge Cup. La prima finale raggiunta fu nel 1977 e venne persa contro il Maccabi L.A.. La seconda fu raggiunta nell'edizione 1993,  persa contro i californiani del C.D. Mexico.

## Palmarès

### Altri piazzamenti
- U.S. Open Cup:

Finalista: 1977, 1993